# Istiblennius colei
Istiblennius colei là một loài cá biển thuộc chi Istiblennius trong họ Cá mào gà. Loài cá này được mô tả lần đầu tiên vào năm 1934.

## Từ nguyên
Từ định danh colei được đặt theo tên của Howard I. Cole (1892–1966), cựu Trưởng khoa Hóa học của Dịch vụ Y tế Philippines tại khu điều trị phong cùi trên đảo Culion, người đã ra sức hỗ trợ cho bộ sưu tập của tác giả Herre.

## Phân bố và môi trường sống
I. colei là loài đặc hữu của Philippines, hiện chỉ được biết đến trong biển Sulu (ngoài khơi đảo Palawan và Panay), sống ở bờ biển đá của vùng gian triều, độ sâu đến 3 m.

## Mô tả
Chiều dài cơ thể lớn nhất được ghi nhận ở I. colei là gần 12 cm. Cá đực có mào phát triển, cá cái thì không có.
Số gai vây lưng: 13–15; Số tia vây lưng: 18–20; Số gai vây hậu môn: 2; Số tia vây hậu môn: 19–21; Số tia vây ngực: 14–15; Số gai vây bựng: 1; Số tia vây bụng: 3.

## Sinh thái
Trứng của I. colei có chất kết dính, được gắn vào chất nền thông qua một tấm đế dính dạng sợi. Cá bột là dạng phiêu sinh vật, thường được tìm thấy ở vùng nước nông gần bờ.